# Hulusi Behçet
Hulusi Behçet, född 20 februari 1899, död 8 mars 1948, var en turkisk dermatolog.
Han utbildade sig till största delen i Damaskus, förutom medicin så studerade han även språk och lärde sig både franska, latin och tyska, 1910 tog han sin examen och specialiserade sig därefter i dermatologi och könssjukdomar. Under första världskriget tjänstgjorde han vid militärsjukhuset i Edirne. Efter kriget reste han till Berlin för att studera vid Charité. Efter att ha återkommit till Turkiet utsågs han 1923 till chefsläkare vid Hasköys sjukhus för könssjukdomar, samma år gifte han sig. 1933 utsågs han till professor i dermatologi och syfilis (ordinarie professor från 1939), han var den första person i Turkiet som blev professor.
Till hans största intressen hörde syfilis, vilket han hade intresserat sig för 1922 och han publicerade ett flertal artiklar internationellt om sjukdomen. För att öka bildningen i Turkiet översatte han många utländska artiklar till turkiska. 1924 var han med och grundade den första tidskriften om dermatologi och könssjukdomar i Turkiet. Samma år som han blev ordinarie professor (1939) blev han även korresponderande medlem hos den tyska vetenskapliga tidskriften Dermatologische Wochenschrift och Deutsche Medizinische Wochenschrift. Behçet har även givit namn åt Behçets syndrom.